# Lunds Sankt Peters klosters distrikt
Lunds Sankt Peters klosters distrikt är ett distrikt i Lunds kommun och Skåne län. Det omfattar västra delen av Lund.

## Tidigare administrativ tillhörighet
Distriktet inrättades 2016 och utgörs av en del av området som före 1971 utgjorde Lunds stad där delen före 1914 till stora delar utgjorde Sankt Peters klosters socken
Området motsvarar den omfattning Sankt Peters klosters församling fick 1974 efter att flera gränsjusteringar gjorts efter  1914 främst mot Lunds domkyrkoförsamling.